# Gadilida
Ordre
Les Gadilida sont un ordre de mollusques scaphopodes marins.

## Liste des familles
- sous-ordre Entalimorpha Steiner, 1992
  - famille Entalinidae Chistikov, 1979
- sous-ordre Gadilimorpha Steiner, 1992
  - famille Gadilidae Stoliczka, 1868
  - famille Pulsellidae Scarabino in Boss, 1982
  - famille Wemersoniellidae Scarabino, 1986

### Publication originale
- Starobogatov, 1974 : Xenochonchias and their bearing on the phylogeny and systematics of some molluscan classes. Palaeontologicheskij Zhurnal, 14-1 pp 3-18.